# Marie Stritt

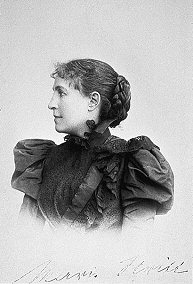
Marie Stritt, 1890

Marie Stritt (* 18. Februar 1855 in Schäßburg, Siebenbürgen, Kaisertum Österreich als Marie Bacon; † 16. September 1928 in Dresden) war eine deutsche Theaterschauspielerin und Frauenrechtlerin, die sich als Präsidentin des Bundes Deutscher Frauenvereine für die Abschaffung des § 218 einsetzte.

## Leben

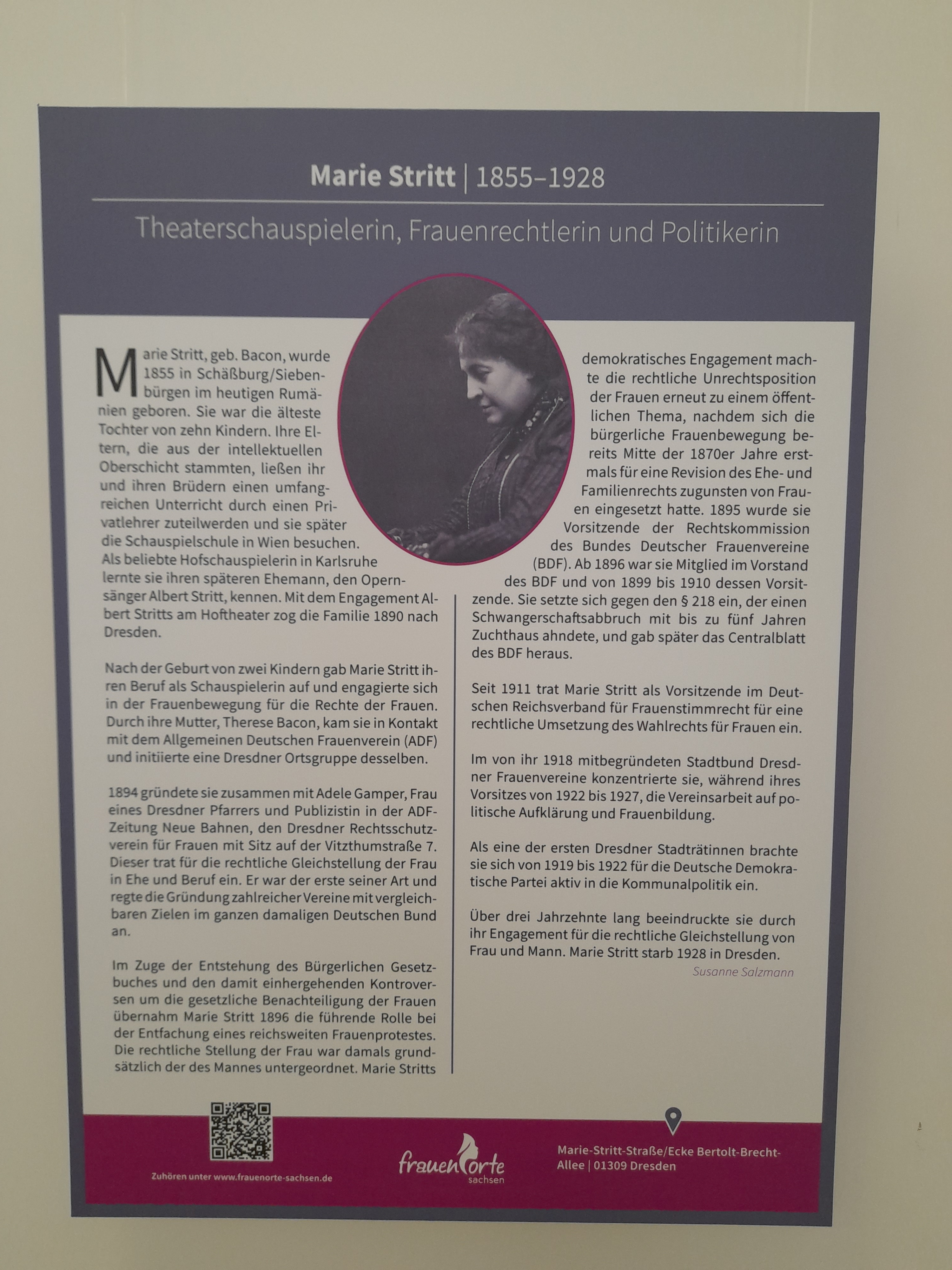
Ausstellung Frauenorte Sachsen, Marie Stritt (Dresden)

Marie Stritt wurde am 18. Februar 1855 als Marie Bacon in Schäßburg geboren. Sie stammte als älteste von zehn Geschwistern – von denen sechs im Kindesalter starben – aus einer deutschen Rechtsanwaltsfamilie in Siebenbürgen. Ihr Vater, Josef Martin Bacon (1820–1885), war unter anderem ungarischer Reichstagsabgeordneter. Stritts Bruder, Josef Bacon (1857–1941), war Stadtphysikus und Begründer des Heimatmuseums ihrer Heimatstadt.
Ihre Mutter Therese Bacon war bereits in einer Zeit frauenpolitisch engagiert, als eine größere Frauenbewegung noch gar nicht existierte. Die Mutter war es auch, die Marie Stritt Anfang der 1890er Jahre in die Dresdner Frauenbewegung einführte.
Im Jahr 1873 verließ Marie Stritt Schäßburg, um Schauspielerin zu werden. Sie besuchte das Wiener Konservatorium und erhielt ein erstes Engagement 1876 in Karlsruhe. Dort debütierte sie als „Käthchen von Heilbronn“ und als „Marianne“ in Die Geschwister. Dort blieb sie bis 1881 im Fach der Liebhaberinnen. Es folgte Frankfurt am Main, wo sie jedoch bald ihren Vertrag löste und nur noch gastierend arbeitete, u. a. in Hamburg und Dresden.
Stritt heiratete den Opernsänger Albert Stritt (1847–1908), mit dem sie zwei Kinder hatte. Im Jahr 1889 nahm sie Abschied von der Bühne und ließ sich in Dresden nieder. Dort engagierte sie sich ab 1894 immer stärker in der Frauenbewegung – nicht zuletzt von ihrer Mutter inspiriert.

## Schaffen

Die Berliner Illustrirte Zeitung brachte 1904 die BDF-Präsidentin Marie Stritt auf ihrem Titelblatt.

Marie Stritt als BDF-Präsidentin

Marie Stritt gilt als eine wichtige Wegbereiterin der deutschen Frauenbewegung. Dank ihrer Schauspielausbildung galt sie als eine der besten Rednerinnen der Frauenbewegung. Sie hielt in ganz Deutschland Vorträge zur rechtlichen Stellung der Frau. Zwischen 1891 und 1896 war Stritt Mitglied und zeitweise Vorsitzende des Frauenvereins Reform. 1894 gründete sie in Dresden den ersten Rechtsschutzverein für Frauen. Im Jahr 1896 war sie Mitinitiatorin der Protestkampagne Frauen-Landsturm gegen den Entwurf zum BGB. Von 1899 bis 1910 war sie Vorsitzende des Bundes Deutscher Frauenvereine. Von 1900 bis 1920 hatte Marie Stritt die Redaktion des Publikationsorgans des BDF inne. Dieses Publikationsorgan erschien bis 1913 unter dem Titel Centralblatt, anschließend wurde es in Frauenfrage umbenannt. Stritt übte in der deutschen Frauenstimmrechtsbewegung einen großen Einfluss aus. Von 1911 bis 1919 hatte sie den Vorsitz des Deutschen Verbandes für Frauenstimmrecht inne und von 1913 bis 1920 war sie Präsidentin des Weltbundes für Frauenstimmrecht (engl. International Woman Suffrage Alliance). Im Jahr 1920 war sie Delegierte der Reichsregierung auf dem Internationalen Kongress in Genf, von 1899 bis 1921 Schriftleiterin des Zentralblattes des Bundes Deutscher Frauenvereine beziehungsweise der Frauenfrage, von 1920 bis 1922 für die DDP ehrenamtliches Ratsmitglied in Dresden. Im Jahr 1919 wurde sie Mitglied des erweiterten Bundesvorstandes des Bundes Deutscher Frauenvereine und war von 1922 bis 1927 Vorsitzende des Stadtbundes Dresdner Frauenvereine. Außerdem war Stritt Mitbegründerin des Vereins für Frauenstudium (später Verein für Frauenbild-Frauenstudium).
Schon vor gut 100 Jahren zierte ihr Porträtfoto die erste Seite der größten Massenillustrierten, der Berliner Illustrirten Zeitung. Das war im Juni 1904 – zum Auftakt des Internationalen Frauenkongresses in Berlin, dessen Vorsitz sie als Vorsitzende des Bundes Deutscher Frauenvereine innehatte.
1910 wurde Stritt als Vorsitzende auf Betreiben der konservativen Mehrheit durch Gertrud Bäumer abgelöst. Der Grund war Stritts Engagement im Bund für Mutterschutz, der sich auch für ledige Mütter einsetzte, sowie für eine umfassende Sexualreform und ihr kompromissloses Eintreten gegen den § 218, der Schwangerschaftsabbruch unter Strafe stellte. Obwohl Stritt von ihren Positionen her zum radikalen Flügel der Frauenbewegung gehörte, lehnte sie jede Polarisation ab und bemühte sich um Vermittlung zwischen den konkurrierenden Flügeln.
Nachdem Marie Stritt in Dresden gestorben war, wurde sie in einem Urnengrab in Schäßburg beigesetzt.

## Marie-Stritt-Stiftung
Anlässlich ihres Rücktritts als Vorsitzende des Bundes Deutscher Frauenvereine wurde die Marie-Stritt-Stiftung ins Leben gerufen. Ihr Zinsertrag sollte Marie Stritt als Einkommen zur Verfügung stehen, das Kapital aber im Besitz des BDF verbleiben. Wegen der Inflation musste die Stiftung im Jahr 1923 aufgelöst werden.

## Ehrungen

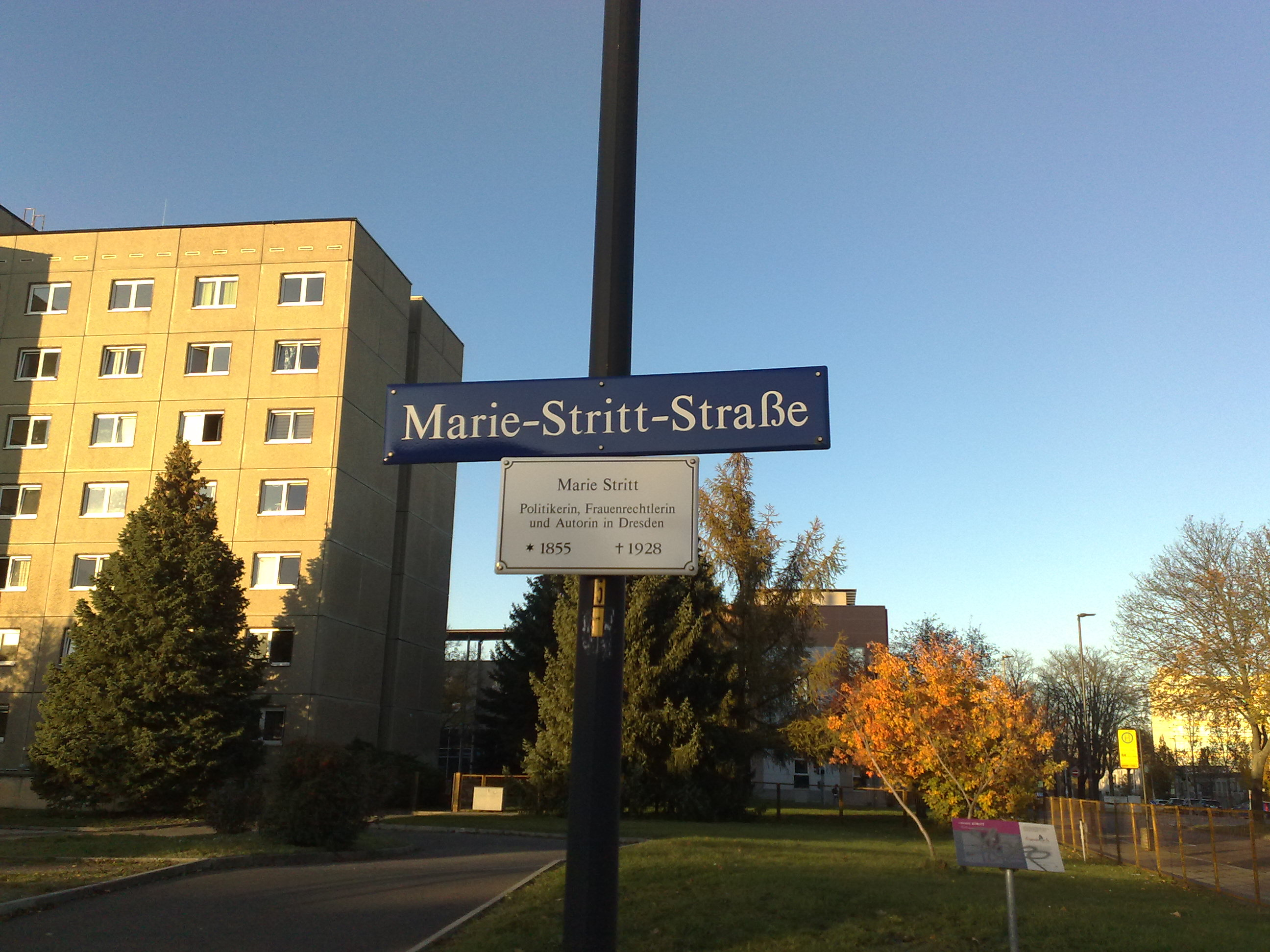
Marie-Stritt-Straße in Dresden

- Gedenktafel von Frauenorte Sachsen in der Marie-Stritt-Straße / Ecke Bertolt-Brecht-Alle in Dresden.
- 2012: Frauenrings-Frau des Jahres[3]
- In Bremen und Dresden wurde eine Straße nach Marie Stritt benannt.
- Seit Juli 2024 ist ein Salon im Dresdner Rathaus nach Marie Stritt benannt. Der Saal wird unter anderem für Hochzeiten und Eintragungen in das Goldene Buch der Stadt genutzt.[4]

## Schriften (Auswahl)
- Häusliche Knabenerziehung, Berlin 1891.
- Frauenlogik, Dresden 1892.
- Die Frau gehört ins Haus, Dresden 1893.
- Die Bestimmung des Mannes, Dresden 1894.
- Weibl. Schwächen, Dresden 1894.
- Der Internationale Frauenkongress in Berlin 1904
- Chrystal Macmillan, Marie Stritt, Maria Verone: Frauenstimmrecht in der Praxis. International Woman Suffrage Alliance. Verlag von Heinrich Minden, Dresden 1913.